# 越南農業農村發展銀行
越南農業農村發展銀行，通称Agribank，是越南国有商业银行，創立於1988年，在投資發展農業及農村經濟中佔有重要地位。在資本、資產、員工、運作網絡及客戶數目上，該銀行是全越南最大的銀行。根据联合国开发计划署报告，该银行为越南第一大企业。

## 历史
该银行成立于1988年3月26日。1990年11月14日，更名为越南农业银行。1996年11月15日，恢复原名。

## 外部連結
正式網頁 （页面存档备份，存于）